# Хилсборо (Орегон)
Хилсборо (англ. Hillsboro) — пятый по величине город в штате Орегон (США) и административный центр округа Вашингтон. Расположенный в долине Туалатин в западной части агломерации Портленда, город — место размещения многих высокотехнологичных компаний, таких как Intel, образующих так называемый Кремниевый лес. Согласно переписи 2010 года, население города составляло 91 611 человек.

## Экономика
Производство является ведущим сектором занятости в Хилсборо, где задействовано 24 % рабочей силы. Здравоохранение, образование и социальные услуги в общей сложности составляют 15 %. Одним из примеров семейного производства со штаб-квартирой в Хилсборо является бренд «Бивертон Фудс». «Бивертон Фудс» занимается производством приправ с 1929 года, насчитывает более 70 сотрудников и $25 миллионов в годовом объёме продаж. Компания переехала в свою нынешнюю штаб-квартиру в 2001 году.
В Хилсборо работают многие высокотехнологичные компании, что делает его центром Кремниевого леса в штате Орегон.
В городе действует аэропорт Портленд-Хилсборо.